# Flöha
Flöha település Németországban, azon belül Szászország tartományban. Lakosainak száma 10 426 fő (2023. december 31.). Flöha Chemnitz, Frankenberg/Sa., Oederan, Augustusburg és Niederwiesa községekkel határos.

## Népesség
A település népességének változása:
| Lakosok száma | 11 183 | 10 767 | 10 762 | 10 458 | 10 516 | 10 426 |
|               | 2013   | 2017   | 2019   | 2021   | 2022   | 2023   |